# Marius Anne van Rijn van Alkemade
Marius Anne van Rijn van Alkemade ('s-Gravenhage, 30 december 1902 - aldaar, 3 november 1974) was president van de Hoge Raad der Nederlanden.

## Leven en werk
Van Alkemade was een zoon Jacob van Rijn van Alkemade (1871-1928) en diens eerste echtgenote Regine Caroline Julie van Alphen (1871-1941). Hij trouwde in 1927 met Magdalena Maria gravin van Randwijck (1903-1997), dochter van de burgemeester van Amersfoort, mr. Jules Cornelis graaf van Randwijck (1874-1962); uit het huwelijk werden twee kinderen geboren.
Van Alkemade studeerde rechten te Amsterdam en Utrecht tussen 1920 en 1924. Hij was daarna werkzaam als raadadviseur bij het ministerie van Waterstaat (1926-1929), daarna bij de rechtbank te Haarlem (laatstelijk als rechter, 1931-1936). In 1936 werd hij rechter bij de rechtbank van 's-Gravenhage, vervolgens raadsheer bij het hof aldaar (1947-1949).
Op 14 december 1949 werd hij benoemd tot raadsheer in de Hoge Raad, op 3 december 1968 tot vicepresident en op 30 maart 1971 tot president van de Hoge Raad der Nederlanden. Op 1 oktober 1973 werd hij ontslagen wegens het bereiken van de 70-jarige leeftijd.